# Nele Trebs
Nele Trebs est une actrice allemande, née le 12 septembre 1999 à Berlin.

## Biographie
Trebs grandit dans une famille de cinq enfants. Elle est d'abord enfant actrice, tout comme ses frères et sœurs Theo Trebs (de), Enno Trebs (de), Lilli Trebs et Pepe Trebs. Ils sont pris en charge par l'agence de leur mère, Dorothea Trebs.
En 2007, Nele Trebs tourne son premier téléfilm, Die Patin – Kein Weg zurück (de), aux côtés de Veronica Ferres. Elle joue ensuite des rôles dans The Door : La Porte du Passé (2009) et Mensch Kotschie (de) (2009). Avec son frère, elle joue dans le film historique Krupp – Eine deutsche Familie (de) (2009).
Elle collabore ensuite dans In Zweifel für die Liebe, inspiré d'un récit de Rosamunde Pilcher, ainsi que dans la série Unser Charly (en) (ZDF) et le projet étudiant Haus im See.
En 2011, elle interprète un rôle majeur dans le film dramatique Lore réalisé par l'Australienne Cate Shortland.

## Filmographie (sélection)
- 2008 : Die Patin – Kein Weg zurück
- 2009 : Krupp – Eine deutsche Familie
- 2009 : The Door : La Porte du Passé
- 2010 : Mensch Kotschie
- 2010 : Rosamunde Pilcher: Im Zweifel für die Liebe
- 2010 : Unser Charly, épisode « Wahre Tierfreunde »
- 2011 : Mein Prinz, Mein König
- 2011 : Haus im See
- 2012 : Lore
- 2012, 2013, 2015 : SOKO Wismar (3 épisodes)
- 2014 : Wanja
- 2017 - 2020 : Dark (série télévisée) : Katharina Nielsen
- 2017 : In aller Freundschaft – Die jungen Ärzte (série télévisée, séquence « Alles wird gut »)